# 佐賀県道227号肥前白石停車場線
佐賀県道227号肥前白石停車場線（さがけんどう227ごう ひぜんしろいしていしゃじょうせん）は、佐賀県杵島郡白石町を通る一般県道である。

## 概要
杵島郡白石町大字福田のJR九州長崎本線 肥前白石駅から国道207号交点に至る。

### 路線データ
- 起点：佐賀県杵島郡白石町大字福田（佐賀県道36号武雄福富線交点）
- 終点：佐賀県杵島郡白石町大字福田（白石町役場入口交差点、国道207号交点）

## 地理

### 通過する自治体
- 杵島郡白石町

### 交差する道路
| 交差する道路            | 交差する場所 | 交差する場所                |
| ----------------------- | ------------ | --------------------------- |
| 佐賀県道36号武雄福富線  | 大字福田     | 起点                        |
| 佐賀県道345号武雄白石線 | 大字福田     |                             |
| 国道207号               | 大字福田     | 白石町役場入口交差点 / 終点 |

### 沿線
- 白石町立六角小学校（起点付近）
- JR九州長崎本線 肥前白石駅
- 佐賀県立白石高等学校
- 佐賀県立佐賀農業高等学校